# Obština Mineralni Bani
Obština Mineralni Bani (bulharsky Община Минерални бани) je bulharská jednotka územní samosprávy v Chaskovské oblasti. Leží v jižním Bulharsku na severních svazích Východních Rodopů. Správním střediskem je ves Mineralni Bani, kromě ní zahrnuje obština 11 vesnic. Žije zde přes 5 tisíc stálých obyvatel.

## Sídla
| - Angel Vojvoda - Bojan Botevo - Brjastovo - Karamanci | - Kolec - Mineralni Bani (sídlo správy) - Sărnica - Sirakovo | - Spachievo - Susam - Tatarevo - Vinevo |

## Sousední obštiny
| Růžice kompasu | Părvomaj               |  | Dimitrovgrad | Růžice kompasu |
| Růžice kompasu | Sever                  |  |              | Růžice kompasu |
| Růžice kompasu | Obština Mineralni Bani |  |              | Růžice kompasu |
| Růžice kompasu | Jih                    |  |              | Růžice kompasu |
| Růžice kompasu | Černoočene             |  | Chaskovo     | Růžice kompasu |

## Obyvatelstvo
V obštině žije 5 246 stálých obyvatel a včetně přechodně hlášených obyvatel 7 603. Podle sčítáni 1. února 2011 bylo národnostní složení následující:
- Turci: 3 032 (54.4 %)
- Bulhaři: 2 310 (41.5 %)
- Romové: 197 (3.5 %)
- ostatní: 31 (0.6 %)